# The Magician
The Magician (no Brasil: O Mágico) é uma série de televisão do gênero drama e crime, exibida originalmente nos Estados Unidos pela rede NBC, entre 2 de outubro de 1973 a 15 de abril de 1974, num total de 21 episódios, mais um episódio piloto, exibido no dia 17 de março de 1973, com duração de 90 minutos. No Brasil esta série foi exibida pela extinta Rede Tupi.

## Enredo
A história narrava um mágico profissional, um filantropo playboy chamado Anthony “Tony” Blake, interpretado pelo ator Bill Bixby, que utilizava as suas habilidades para resolver crimes e ajudar as pessoas desamparadas.
Antes de ser um mágico, porém, Blake havia sido preso num país não mencionado da América do Sul, até que um dia ele encontrou uma maneira de escapar, usando uma forma de ilusionismo, juntamente com o seu companheiro de cela e onde provavelmente surgiu o interesse dele pela mágica, ilusionismo e “escapalogia”.
O seu companheiro de cela infelizmente acabou morrendo, mas deixou-lhe uma imensa fortuna. A fuga acabou conduzindo Blake a uma carreira de mágico que o tornou famoso. Mas, ele nunca se esquecia dos momentos que passou na prisão, o que também servia de motivo para buscar justiça por outros.
Inicialmente, Blake morava num jato Boing 720, todo equipado como uma residência e que servia como um “motorhome caro e sofisticado”, com a qual ele podia se locomover rapidamente. Ele também tinha um piloto particular chamado Jerry Anderson, interpretado por Jim Watkins. Ele freqüentemente recebia ajuda da colunista Max Pomeroy, que tinha um filho numa cadeira de rodas chamado Dennis.
Quando o seriado já estava a meio caminho seu avião caiu e ele passou a morar num elegante apartamento do “The Magic Castle”, um clube dedicado somente para os mágicos, ao mesmo tempo em que o enredo recebeu novos personagens como um parceiro chamado Dominick, um sujeito meio cômico.
Não houve nenhuma explicação para as mudanças ocorridas no programa, embora Tony recrutasse o seu ex-piloto Jerry e a colunista Max para um caso adicional posteriormente, já no novo formato. No episódio piloto Bixby interpretou o personagem com o nome de Anthony Dorian, mas quando os episódios normais da série passaram a ser produzidos, o personagem mudou de nome devido a um conflito com o nome real de um mágico.

## Elenco

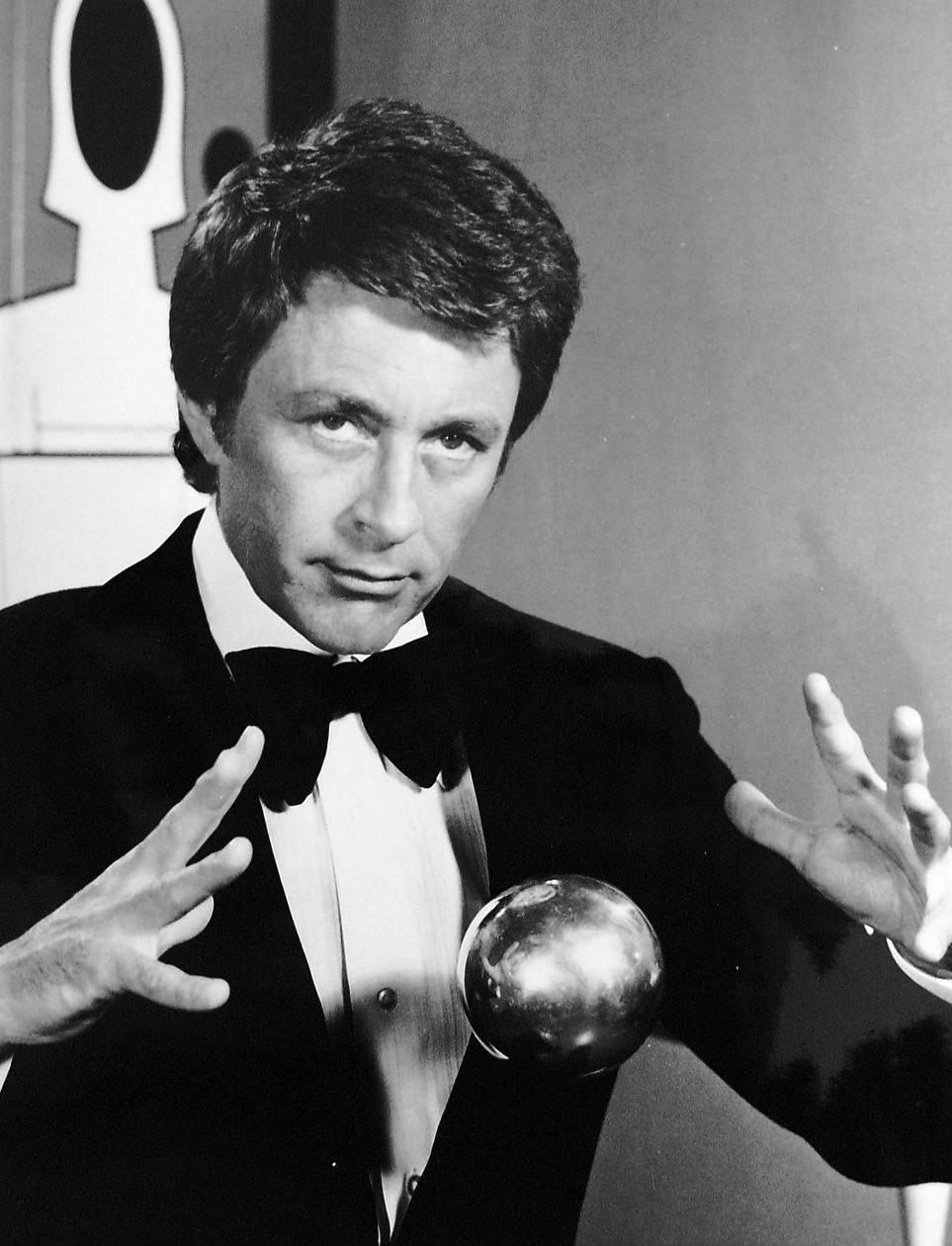
Bill Bixby como Tony Blake.

- Bill Bixby .... Anthony Blake
- Jim Watkins .... Jerry Wallace
- Keene Curtis .... Max Pomeroy
- Todd Crespi .... Dennis Pomeroy
- Joe Sirola .... Dominick

## Episódios
- The Magician (piloto)
- The Manhunters
- The Vanishing Lady
- Ilusion in Terror
- Lightning on a Dry Day
- Ovation for Murder
- Man on Fire
- Lady in a Trap
- The Man Who Lost Himself
- Nightmare in Steel
- Shattered Image
- The Curious Counterfeit (1)
- The Curious Counterfeit (2)
- Stainless Steel Lady
- Queen´s Gambit
- Black Gold
- Lost Dragon
- Deadly Conglomerate
- Fatal Arrow
- Lethal Playthings
- Cat´s Eye
- Evil Spikes